# 史前技术
史前技术是指早于信史的技术。历史是利用书面记录对过去的研究。在第一份书面历史记录之前的任何东西都是史前，包括早期的技术。在文字发展的大约250万年之前，技术始于最早的人，他们使用石器，可能用来生火、狩猎和埋葬尸体。
有几个因素使史前技术的演变成为可能或必要。其中一个关键因素是“智人”的脑化指数，智人高度发达的大脑能够进行抽象的推理、语言、内省和解决问题。农业的出现导致了生活方式的改变，从游牧的生活方式转变为住在家里，有被驯化的动物，使用更多样和更复杂的工具耕种土地。艺术、建筑、音乐和宗教在史前时期的过程中不断发展。

## 旧大陆

### 石器时代
石器时代是一个广泛的史前时期，在此期间，石头被广泛用于制造具有锋利边缘、尖端或打击面的工具。这一时期大约持续了250万年，从早期智人的时代到晚期更新世的“智人”时代，随着金属加工的出现，在公元前6000年到2000年之间基本结束。
石器时代的生活方式是狩猎采集的生活方式，他们旅行打猎和采集野生植物，技术上的变化很小。随着末次冰期接近尾声（大约12500年前），大型动物如猛犸象和古风野牛开始灭绝，气候发生变化。 人类通过最大限度地利用当地环境中的资源，采集和食用更多的野生植物，并狩猎或捕捉小型猎物来适应。 在旧大陆（欧亚非大陆）中石器时代和新世界（美洲）美洲太古时期时期，植物和动物的驯化早期阶段导致了旧世界新石器时代和新世界形成阶段的重大变化和对农业的依赖性。 农业生活导致了更多的定居生活和重大技术进步。
虽然旧石器时代文化没有留下书面记录，但从一系列的考古证据中可以推断出从游牧生活到定居和农业的转变过程。这些证据包括古代工具、洞穴壁画和其他史前艺术，如维伦多夫的维纳斯。通过对骨骼检查和对木乃伊的研究，为人类遗骸也提供了证据。虽然具体的证据有限，但科学家和历史学家已经能够对各种史前民族的生活方式和文化，以及技术在他们生活中发挥的作用做出重要推断。

#### 旧石器时代晚期
旧石器时代晚期是旧石器时代或旧石器时代的最早分支。它的时间跨度从大约250万年前，即目前考古记录中首次出现人属制作和使用石器的证据，到大约30万年前，跨越奥都万和阿舍利的石器技术。
早期人类（智人）使用了石器技术，例如手斧是动物使用的工具，发现它们的智力水平相当于现代3至5岁的儿童。数百万年来，智力和技术的使用并没有什么变化。第一个人类物种始于智人约240万至150万年前智人创造了称为奥都万工具的石制工具。
直立人大约在180万年至130万年前生活在西亚和非洲，被认为是第一个在协调群体中狩猎、使用复杂工具和照顾体弱或弱小同伴的人。 前人是在北欧最早的人类生活在120万至80万年前，会使用石器的人种。海德堡人生活在60万至40万年前，使用的石器技术类似于直立人使用的阿舍利工具。
可追溯到150万年前的欧洲和亚洲遗址似乎表明最早用火的直立人。 一个距今约69万至79万年前的北部以色列遗址表明，人类在那时点过火。海德堡人可能是大约50万年前第一个埋葬他们的尸体的物种。

#### 旧石器时代中期
旧石器时代中期发生在欧洲和近东，尼安德特人就生活在这一时期（约30万至2.8万年前）。在澳大利亚定居的最早证据（蒙哥湖遗骨）可以追溯到约4万年前，当时现代人很可能通过跹跃岛屿从亚洲走过来。比莫贝特卡石窟展示了印度最早的人类生活痕迹，其中一些大约有3万年历史。
尼安德特人使用莫斯特文化石器的时间可以追溯到大约30万年前。并包括更小的刀状和刮刀工具。他们将死者土葬与石器和动物骨骼一起埋在浅浅的坟墓里，尽管对埋葬的原因和意义有争议。
智人是人属中唯一活着的物种，大约20万年前起源于非洲。与他们的前辈相比，智人拥有更复杂的大脑结构，可以更好地协调操纵物体，并灵活运用工具。这一时期有艺术的创作。有意埋葬特别是用墓葬物品，可能是最早的可察觉的宗教实践形式之一，因为它可能标志着“对死者的关注超越了日常生活”。迄今为止，最早的大家认同的人类墓葬可以追溯到13万年前。在以色列卡夫泽的Skhul洞穴中发现了沾有红赭石的人类骸骨，以及各种墓葬用品。

#### 旧石器时代初期
在旧石器时代初期期间，随着6万至3万年前行为现代性的出现，人类智力和技术的进步发生了根本性的变化。行为现代性是将智人与已灭绝的人种品系区分开来的一组特征。由于高度发达，智人在大约5万年前达到了完美的行为现代性。大脑能够进行抽象的推理、语言、内省和解决问题。
阿舍利的工具，如石刃工具、鹿角制成的工具和骨制成的工具都是在这个时期创造的。人们开始创造服装。大约在4万年前，人们发现了似乎是缝纫针的东西，并且在格鲁吉亚共和国的一个史前洞穴中发现了日期为36,000公元前的被被染色的亚麻纤维。人类可能早在19万年前就开始穿衣了。
文化方面出现了，如旧石器时代初期的艺术，包括洞穴壁画、雕塑，如维伦多夫的维纳斯、雕刻以及骨和象牙的刻画。 最常见的壁画主题是当时的人们所猎杀的大型动物。
阿尔塔米拉洞和西班牙北部旧石器时期洞窟岩画和科阿峡谷史前岩石艺术遗址是这类艺术品的例子。乐器如长笛在这一时期出现。

#### 中石器时代
中石器时代是旧石器时代狩猎采集之间的一个过渡时代，始于全新世初期，大约在11660年公元前，结束于新石器时代引入农业，其日期在每个地理区域有所不同。 在这一时期，由于气候变化影响了环境和可用食物的种类，因此需要时间进行适应。
这一时期出现了被称为微石的小石器，包括小刀片和Microburin。

## 延伸阅读
- Fagan, Brian; Shermer, Michael; Wrangham, Richard. (2010). Science & Humanity: From Past to the Future. Los Angeles Times Festival of Books.
- Karlin, C.; Julien, M. Prehistoric technology: a cognitive science? （页面存档备份，存于） University of Washington.
- Klein, Richard. (2009). The Human Career: Human Biological and Cultural Origins, Third Edition.
- Palmer, Douglas. (1999). Atlas of the Prehistoric World. Discovery Channel Books.
- Schick, Kathy Diane. (1994). Making Silent Stones Speak: Human Evolution and the Dawn of Technology.
- Tudge, Colin. (1997). The Time Before History: 5 Million Years of Human Impact. Touchstone.
- Wescott, David. (2001). Primitive Technology:A Book of Earth Skills.
- Wescott, David. (2001). Primitive Technology II: Ancestral Skill - From the Society of Primitive Technology.
- Wrangham, Richard. (2010). Catching Fire: How Cooking Made Us Human. Basic Books; First Trade Paper Edition.
- Zimmer, Carl. (2007). Smithsonian Intimate Guide to Human Origins. Harper Perennial.

## 外部连接
- Ancient human occupation of Britain （页面存档备份，存于）
- Department of Prehistory of Europe （页面存档备份，存于）, British Museum
- Index of Ancient Sites and Monuments, Ancient Wisdom
- Online Exhibits （页面存档备份，存于）, University of California Museum of Paleontology
- Prehistoric Science and Technology, Ancient Wisdom
- Prehistoric Technology （页面存档备份，存于）, Ancient Arts
- Prehistoric Technology （页面存档备份，存于）, Access Science
- Prehistoric Technology, Royal Alberta Museum, Canada
- Prehistory for Kids 的存檔，存档日期2013-07-01.
- Show me: Prehistory, Interactive, educational site
- Smithsonian Institution, National Museum of Natural History （页面存档备份，存于）
- Timeline: 2,500,000 BCE to 8,000 BCE （页面存档备份，存于）, Jeremy Norman
- Quinson's Museum of Prehistory, France